# Ultra-Trail Harricana de Canadá
El Ultra-Trail Harricana de Canadá, también denominado UTHC y anteriormente conocido como XC Harricana, es un evento anual de trail running creado en 2011 que tiene lugar en el centro de esquí Mont Grand-Fonds, a 15 km de la ciudad de La Malbaie, Quebec, Canadá.
El recorrido utiliza las pistas del centro de esquí, así como también los senderos en la zona de la Travesía de Charlevoix y por el parque nacional Hautes Gorges de la Rivière Malbaie. El evento es una carrera clasificatoria para el Ultra-Trail du Mont-Blanc y la Western States 100. Es una de las carreras de ultra-trail más duras en el este de Canadá.
El 5 de noviembre de 2015, Ultra-Trail Harricana fue nombrada "carrera del futuro" por el Ultra-Trail World Tour y se convirtió oficialmente en parte del Tour en 2017. El área geográfica de Charlevoix es un ecosistema único y rico, clasificado como reserva de la biosfera por UNESCO. Se destacan la proximidad del río San Lorenzo y el bosque boreal de la zona. Los senderos son estrechos y serpentean a través de la naturaleza salvaje.
El nombre de UTHC se basa en la carrera de aventura en moto de nieve Harricana, una de las carreras más prestigiosas de este tipo que tuvo lugar en la década de 1990. Una de las carreras fue un relevo de 2.000 km desde Montreal a Radisson (James Bay).

## Distancias
La carrera incluye ocho distancias: 125 km, 80 km, 65 km, 42 km, 28 km, 10 km, 5 km y 1 km. El evento se celebra a principios del mes de septiembre.

### L'UTHC (Ultra-Trail Harricana deCharlevoix)
125 km,  4,000 m de desnivel positivo, carrera clasificatoria para el Ultra-Trail du Mont-Blanc y los Estados del Oeste 100.
80 km,  2,146 m de desnivel positivo, carrera clasificatoria para el Ultra-Trail du Mont-Blanc
65 km,  1.800 m de elevación positiva, carrera clasificatoria para el Ultra-Trail du Mont-Blanc

El UTHC fue nombrado Mejor evento de Trail / Ultra Running en el este de Canadá en 2013, 2014 y 2015. [4]

### Harricana carreras cortas
42 km - 1,400 m de desnivel positivo. 
42 km (St Simeon) - 1,545 m de desnivel positivo.
28 km - 950 m de desnivel positivo
10 km - 200 m de desnivel positivo
5 km –

### Otras carreras
Carrera pirata infantil (1 km). El nombre se refiere al corredor de senderos Kilian Jornet, cuyo apodo es "el pirata del Mont Blanc".

## Palmarés

### UTHC 125 km
Nuevo recorrido 125 km Travesía de Charlevoix (G2)
| Edición | Fecha                    | Hombre   | Hombre                | Hombre           | Mujer    | Mujer               | Mujer            |
| ------- | ------------------------ | -------- | --------------------- | ---------------- | -------- | ------------------- | ---------------- |
|         |                          | Posición | Atleta                | Tiempo           | Posición | Atleta              | Tiempo           |
| 1       | 8 de septiembre de 2018  | 1        | Jean-François Cauchon | 13 h 47 min 08 s | 8        | Sarah Verguet Moniz | 16 h 14 min 00 s |
| 2       | 7 de septiembre de 2019  | 1        | Guillaume Barry       | 13 h 55 min 41 s | 15       | Emily Hawgood       | 17 h 43 min 41 s |
| 3       | 12 de septiembre de 2020 | 1        | David Savard-Gagnon   | 13 h 58 min 57 s | 29       | Catherine Lemire    | 20 h 10 min 13 s |
| 4       | 11 de septiembre de 2021 | 1        | David Hedges          | 14 h 40 min 44 s | 2        | Jenny Quilty        | 16 h 15 min 38 s |
| 5       | 9 de septiembre de 2022  | 1        | Elliot Cardin         | 14 h 43 min 24 s | 6        | Priscilla Forgie    | 17 h 37 min 40 s |

Ancien parcours 125 km (G1)
| Edición | Fecha                    | Hombres  | Hombres               | Hombres          | Mujeres  | Mujeres       | Mujeres          |
| ------- | ------------------------ | -------- | --------------------- | ---------------- | -------- | ------------- | ---------------- |
|         |                          | Posición | Atleta                | Tiempo           | Posición | Atleta        | Tiempo           |
| 1       | 19 de septiembre de 2015 | 1        | David Jeker           | 12 h 53 min 23 s | 5        | Hélène Dumais | 15 h 40 min 53 s |
| 2       | 10 de septiembre de 2016 | 1        | Jean-François Cauchon | 12 h 54 min 10 s | 3        | Jessy Forgues | 14 h 41 min 28 s |
| 3       | 9 de septiembre de 2017  | 1        | Vivien Laporte        | 12 h 48 min 14 s | 6        | Sarah Keyes   | 14 h 31 min 35 s |

### UTHC80km
| Edición | Fecha                    | Hombre   | Hombre                        | Hombre          | Mujer    | Mujer             | Mujer            |
| ------- | ------------------------ | -------- | ----------------------------- | --------------- | -------- | ----------------- | ---------------- |
|         |                          | Posición | Atleta                        | Tiempo          | Posición | Atleta            | Tiempo           |
| 1       | 13 de septiembre de 2014 | 1        | Florent Bouguin Jeff Gosselin | 7 h 25 min 11 s | 22       | Marline Côté      | 09 h 47 min 19 s |
| 2       | 10 de septiembre de 2016 | 1        | Mathieu Blanchard             | 7 h 49 min 35 s | 23       | Elisabeth Cauchon | 10 h 08 min 42 s |
| 3       | 8 de septiembre de 2018  | 1        | Rémi Poitras                  | 7 h 42 min 28 s | 5        | Mylène Sansoucy   | 8 h 33 min 56 s  |
| 4       | 12 de septiembre de 2020 | 1        | Antoine Jolicoeur Desroches   | 7 h 06 min 40 s | 7        | Claudine Soucie   | 8 h 02 min 21 s  |
| 5       | 11 de septiembre de 2021 | 1        | Victor Larocque               | 7 h 36 min 24 s | 7        | Svenja Espenhahn  | 8 h 45 min 45 s  |
| 6       | 10 de septiembre de 2022 | 1        | Francis Malenfant             | 8 h 15 min 23 s | 8        | Maryline Nakache  | 9 h 08 min 30 s  |

### UTHC65km
| Edición | Fecha                    | Hombre   | Hombre                                   | Hombre          | Mujer    | Mujer                   | Mujer            |
| ------- | ------------------------ | -------- | ---------------------------------------- | --------------- | -------- | ----------------------- | ---------------- |
|         |                          | Posición | Atleta                                   | Tiempo          | Posición | Atleta                  | Tiempo           |
| 1       | 7 de septiembre de 2013  | 1        | Florent Bouguin                          | 5 h 50 min 29 s | 24       | Rachel Paquette         | 7 h 20 min 50 s  |
| 2       | 13 de septiembre de 2014 | 1        | Ian MacNairn                             | 6 h 05 min 51 s | 9        | Lucile Besson           | 7 h 00 min 40 s  |
| 3       | 19 septembre 2015        | 1        | Benoit Gignac                            | 6 h 09 min 17 s | 6        | Jessy Forgues           | 6 h 51 min 11 s  |
| 4       | 10 de septiembre de 2016 | 1        | Alister Gardner                          | 5 h 45 min 28 s | 4        | Annie Jean              | 6 h 06 min 44 s  |
| 5       | 9 de septiembre de 2017  | 1        | Kevin Vermeulen y Rémi Poitras (ex æquo) | 5 h 38 min 31 s | 5        | Annie Jean              | 6 h 22 min 54 s  |
| 6       | 8 de septiembre de 2018  | 1        | Elliot Cardin                            | 5 h 30 min 10 s | 8        | Sarah Bergeron-Larouche | 6 h 08 min 54 s  |
| 7       | 7 de septiembre de 2019  | 1        | Olivier Collin                           | 5 h 29 min 13 s | 22       | Élisabeth Cauchon       | 6 h 49 min 13 s  |
| 8       | 12 de septiembre de 2020 | 1        | Martin Dagenais                          | 5 h 32 min 52 s | 6        | Sarah Bergeron Larouche | 06 h 04 min 36 s |
| 9       | 11 de septiembre de 2021 | 1        | Olivier Gagnon                           | 6 h 08 min 14 s | 13       | Maïka Lamoureux         | 7 h 08 min 24 s  |
| 10      | 10 de septiembre de 2022 | 1        | Samuel Poher                             | 5 h 59 min 07 s | 15       | Laurence Laplante       | 7 h 38 min 14 s  |

### Harricana42km
| Edición | Fecha                    | Hombre                                             | Hombre                                             | Hombre                                             | Mujer                                              | Mujer                                              | Mujer                                              |
| ------- | ------------------------ | -------------------------------------------------- | -------------------------------------------------- | -------------------------------------------------- | -------------------------------------------------- | -------------------------------------------------- | -------------------------------------------------- |
|         |                          | Posición                                           | Atleta                                             | Tiempo                                             | Posición                                           | Atleta                                             | Tiempo                                             |
| 1       | 9 de septiembre de 2017  | 1                                                  | Fabrice Armand                                     | 3 h 53 min 45 s                                    | 10                                                 | Katrina Driver                                     | 4 h 29 min 55 s                                    |
| 2       | 7 de septiembre de 2019  | 1                                                  | Rémi Potras                                        | 3 h 37 min 03 s                                    | 14                                                 | Amélie Gobeil                                      | 4 h 30 min 32 s                                    |
| 3       | 2020                     | Carrera cancelada debido a la pandemia de Covid-19 | Carrera cancelada debido a la pandemia de Covid-19 | Carrera cancelada debido a la pandemia de Covid-19 | Carrera cancelada debido a la pandemia de Covid-19 | Carrera cancelada debido a la pandemia de Covid-19 | Carrera cancelada debido a la pandemia de Covid-19 |
| 4       | 11 de septiembre de 2021 | 1                                                  | Jean-François Cauchon                              | 3 h 46 min 17 s                                    | 5                                                  | Sarah Bergeron-Larouche                            | 4 h 00 min 15 s                                    |
| 4       | 10 de septiembre de 2022 | 1                                                  | Benoit DIDIER                                      | 3 h 54 min 59 s                                    | 10                                                 | Laurianne Roberge                                  | 4 h 44 min 29 s                                    |

### Harricana42kmSt-Simeon
| Edición | Fecha                    | Hombre   | Hombre          | Hombre          | Mujer    | Mujer                   | Mujer           |
| ------- | ------------------------ | -------- | --------------- | --------------- | -------- | ----------------------- | --------------- |
|         |                          | Posición | Atleta          | Tiempo          | Posición | Atleta                  | Tiempo          |
| 1       | 11 de septiembre de 2021 | 1        | Guillaume Barry | 4 h 05 min 17 s | 10       | Sarah Bergeron-Larouche | 4 h 53 min 40 s |
| 2       | 11 de septiembre de 2022 | 1        | Eric Levesque   | 4 h 28 min 26 s | 4        | Valerie Arsenault       | 4 h 41 min 11 s |

### Harricana 28 km
| Edición | Fecha | Hombre                                             | Hombre                                             | Hombre                                             | Mujer                                              | Mujer                                              | Mujer                                              |
| ------- | ----- | -------------------------------------------------- | -------------------------------------------------- | -------------------------------------------------- | -------------------------------------------------- | -------------------------------------------------- | -------------------------------------------------- |
|         |       | Posición                                           | Atleta                                             | Tiempo                                             | Posición                                           | Atleta                                             | Tiempo                                             |
| 1       | 2012  | 1                                                  | Lee-Manuel Gagnon                                  | 2 h 13 min 15 s                                    | 11                                                 | Marie-Hélène Tremblay                              | 2 h 45 min 48 s                                    |
| 2       | 2013  | 1                                                  | Aidan Lennie                                       | 2 h 24 min 22 s                                    | 24                                                 | Claire Doulé                                       | 2 h 53 min 22 s                                    |
| 3       | 2014  | 1                                                  | François Piuze                                     | 2 h 10 min 48 s                                    | 7                                                  | Sarah Bergeron-Larouche                            | 2 h 23 min 09 s                                    |
| 4       | 2015  | 1                                                  | Sébastien Chaigneau                                | 2 h 16 min 57 s                                    | 36                                                 | Rebecca Ouellet                                    | 2 h 55 min 11 s                                    |
| 5       | 2016  | 1                                                  | Maxime Leboeuf                                     | 2 h 00 min 26 s                                    | 13                                                 | Rachel Paquette                                    | 2 h 33 min 13 s                                    |
| 6       | 2017  | 1                                                  | Yohan Delisle                                      | 2 h 17 min 38 s                                    | 11                                                 | Charlotte Bernier                                  | 2 h 31 min 50 s                                    |
| 7       | 2018  | 1                                                  | Rob Krar                                           | 2 h 05 min 35 s                                    | 11                                                 | Marie-Helene Dion                                  | 2 h 37 min 12 s                                    |
| 8       | 2019  | 1                                                  | Philippe Brochu                                    | 2 h 10 min 27 s                                    | 21                                                 | Mélanie Côté                                       | 2 h 38 min 39 s                                    |
|         | 2020  | Carrera cancelada debido a la pandemia de Covid-19 | Carrera cancelada debido a la pandemia de Covid-19 | Carrera cancelada debido a la pandemia de Covid-19 | Carrera cancelada debido a la pandemia de Covid-19 | Carrera cancelada debido a la pandemia de Covid-19 | Carrera cancelada debido a la pandemia de Covid-19 |
| 9       | 2021  | 1                                                  | Émile G. Ouellet                                   | 2 h 20 min 35 s                                    | 8                                                  | Mélodie Gilbert                                    | 2 h 33 min 31 s                                    |
| 10      | 2022  | 1                                                  | Martin Dagenais                                    | 2 h 11 min 55 s                                    | 13                                                 | Annie-Claude Rioux                                 | 2 h 46 min 01 s                                    |

### Harricana 10km
| Edición | Fecha | Hombre                                             | Hombre                                             | Hombre                                             | Mujer                                              | Mujer                                              | Mujer                                              |
| ------- | ----- | -------------------------------------------------- | -------------------------------------------------- | -------------------------------------------------- | -------------------------------------------------- | -------------------------------------------------- | -------------------------------------------------- |
|         |       | Posición                                           | Atleta                                             | Tiempo                                             | Posición                                           | Atleta                                             | Tiempo                                             |
| 1       | 2012  | 1                                                  | Nicolas Tremblay                                   | 47 min 32 s                                        | 7                                                  | Béatrice D.St-Pierre                               | 51 min 51 s                                        |
| 2       | 2013  | 1                                                  | Yoann Chavat                                       | 46 min 46 s                                        | 11                                                 | Renee Hamel                                        | 54 min 23 s                                        |
| 3       | 2014  | 1                                                  | Marc-Antoine Guay                                  | 45 min 41 s                                        | 16                                                 | Marion Gerbier                                     | 56 min 38 s                                        |
| 4       | 2015  | 1                                                  | Marc-Antoine Guay                                  | 43 min 32 s                                        | 20                                                 | Olivia Laperriere-Roy                              | 59 min 34 s                                        |
| 5       | 2016  | 1                                                  | Maxime Lagacé                                      | 45 min 53 s                                        | 8                                                  | Anne Bouchard                                      | 54 min 41 s                                        |
| 6       | 2017  | 1                                                  | Alexis Giguere                                     | 44 min 55 s                                        | 7                                                  | Sophie Gervais                                     | 51 min 40 s                                        |
| 7       | 2018  | 1                                                  | Gabriel Sanfaçon                                   | 41 min 03 s                                        | 11                                                 | Anne-Frederik Drolet                               | 50 min 21 s                                        |
| 8       | 2019  | 1                                                  | Francois Major                                     | 49 min 10 s                                        | 6                                                  | Amelie Simard                                      | 53 min 46 s                                        |
| 9       | 2020  | Carrera cancelada debido a la pandemia de Covid-19 | Carrera cancelada debido a la pandemia de Covid-19 | Carrera cancelada debido a la pandemia de Covid-19 | Carrera cancelada debido a la pandemia de Covid-19 | Carrera cancelada debido a la pandemia de Covid-19 | Carrera cancelada debido a la pandemia de Covid-19 |
| 10      | 2021  | 1                                                  | Olivier Gervais                                    | 46 min 28 s                                        | 5                                                  | Jeanne Burton                                      | 55 min 12 s                                        |
| 11      | 2022  | 1                                                  | Francois Pepin-Poulet                              | 52 min 25 s                                        | 3                                                  | Jeanne Burton                                      | 54 min 49 s                                        |

### Harricana 5km
| Edición | Fecha | Hombre                                             | Hombre                                             | Hombre                                             | Mujer                                              | Mujer                                              | Mujer                                              |
| ------- | ----- | -------------------------------------------------- | -------------------------------------------------- | -------------------------------------------------- | -------------------------------------------------- | -------------------------------------------------- | -------------------------------------------------- |
|         |       | Posición                                           | Atleta                                             | Tiempo                                             | Posición                                           | Atleta                                             | Tiempo                                             |
| 1       | 2013  | 1                                                  | Eric Richard                                       | 22 min 01 s                                        | 6                                                  | Marie-Claude Roy                                   | 23 min 36 s                                        |
| 2       | 2014  | 1                                                  | Frederic Berg                                      | 21 min 35 s                                        | 4                                                  | Danielle Amyot                                     | 23 min 14 s                                        |
| 3       | 2015  | 2                                                  | Stephane Alinc                                     | 21 min 51 s                                        | 1                                                  | Anne Leblanc                                       | 21 min 38 s                                        |
| 4       | 2016  | 1                                                  | Yannick Mc Nicoll                                  | 21 min 49 s                                        | 6                                                  | Yannie Perron                                      | 24 min 17 s                                        |
| 5       | 2017  | 1                                                  | Jacob Girard                                       | 17 min 32 s                                        | 4                                                  | Emmanuelle Sévigny                                 | 22 min 30 s                                        |
| 6       | 2018  | 1                                                  | Malcolm Wagenhoffer                                | 22 min 49 s                                        | 2                                                  | Carmen Figueroa Sotelo                             | 23 min 38 s                                        |
| 7       | 2019  | 1                                                  | Andrés Olvera                                      | 23 min 21 s                                        | 5                                                  | Amélie Gauthier                                    | 30 min 11 s                                        |
| 9       | 2020  | Carrera cancelada debido a la pandemia de Covid-19 | Carrera cancelada debido a la pandemia de Covid-19 | Carrera cancelada debido a la pandemia de Covid-19 | Carrera cancelada debido a la pandemia de Covid-19 | Carrera cancelada debido a la pandemia de Covid-19 | Carrera cancelada debido a la pandemia de Covid-19 |
| 10      | 2021  | 1                                                  | Matthew Bolam                                      | 28 min 18 s                                        | 8                                                  | Amelia Lajoie                                      | 36 min 10 s                                        |
| 11      | 2022  | 3                                                  | Damien Gouze                                       | 29 min 48 s                                        | 1                                                  | Murielle Aglot                                     | 29 min 18 s                                        |

## Organización y patrocinadores
El Ultra-Trail Harricana cuenta con más de 230 voluntarios y 40 socios comerciales de toda la provincia de Quebec. Los fundadores de Ultra-Trail Harricana fueron, Sébastien Côté, Geneviève Boivin y Sébastien Boivin.